# Smiley

Exemplo de um smiley face

Um smiley, às vezes referido como smiley face, é um ideograma básico que representa um rosto sorridente. Desde a década de 1950, tornou-se parte da cultura popular em todo o mundo, usado como um ideograma autônomo ou como uma forma de comunicação, como emoticons. O smiley começou com dois pontos e uma linha para representar os olhos e a boca. Desenhos mais elaborados surgiram na década de 1950, com narizes, sobrancelhas e contornos. Um design amarelo e preto foi usado por uma estação de rádio de Nova York. Mais designs amarelos e pretos apareceram nas décadas de 1960 e 1970, incluindo obras de Franklin Loufrani e Harvey Ball. Loufrani registrou o nome e seu design na França enquanto trabalhava como jornalista para o France Soir.
Hoje, a The Smiley Company detém muitos direitos sobre o ideograma smiley e se tornou uma das maiores empresas de licenciamento globalmente.
O rosto sorridente evoluiu de um ideograma para um modelo de comunicação e uso na linguagem escrita. Isso começou com Scott Fahlman na década de 1980, quando ele teorizou pela primeira vez que os caracteres ASCII poderiam ser usados para criar rostos e demonstrar emoção em texto. Desde então, esses desenhos de Fahlman se tornaram pictogramas digitais  conhecidos como emoticons. Eles são vagamente baseados nos ideogramas desenhados nas décadas de 1960 e 70, continuando com o design amarelo e preto.

## Terminologia e história
O primeiro uso conhecido de "sorriso" como um adjetivo para "ter um sorriso " ou "sorrindo" impresso foi em 1848. James Russell Lowell usou a frase "All kin' o' smily roun' the lips " em seu poema The Courtin'. Os primeiros designs eram frequentemente chamados de "rosto sorridente" ou "rosto feliz". Em 1961, os Good Guys da WMCA - é uma estação de rádio de Nova York - incorporaram um smiley preto em um moletom amarelo e foi apelidado de "rosto feliz".
A palavra smiley foi usada por Franklin Loufrani na França, quando ele registrou seu desenho de smiley como marca enquanto trabalhava como jornalista para o France Soir em outubro de 1971. O smiley acompanhava notícias positivas no jornal e acabou se tornando a base para a operação de licenciamento, The Smiley Company.
O nome smiley tornou-se comumente usado nos anos 70 e 80 quando o ideograma amarelo e preto começou a aparecer mais na cultura popular. Desde então, o ideograma tem sido usado como base para criar emoticons. Estas são interpretações digitais do ideograma sorridente e desde então se tornaram o conjunto de emojis mais comumente usado desde que foram adotados pelo Unicode em 2006 em diante. Desde então, smiley se tornou um termo mais amplo que geralmente inclui o design do ideograma, mas também emojis que usam o mesmo design amarelo e preto.

## Eletrônico
A forma original do smiley eletrônico consiste em caracteres ASCII e, portanto, pode ser usada em todas as formas de mensagem, independentemente do suporte a formatos gráficos. As formas básicas :-) para sentimentos e piadas positivos e :-(para sentimentos negativos foram propostas em 19 de setembro de 1982 pelo futuro professor de ciência da computação Scott E. Fahlman, que é considerado o inventor dos smileys eletrônicos. Esses gráficos sugerem rostos inclinados para a esquerda, parecendo felizes ou tristes.
Em Unicode , no bloco Miscellaneous Symbols Unicode, três caracteres representando uma carranca estilizada ou um rosto sorridente existem há muito tempo:
| Código | Decimal | Sinal | Sobrenome               |
| ------ | ------- | ----- | ----------------------- |
| U+2639 | &#9785; | ☹     | CARA FRANQUIA BRANCA    |
| U+263A | &#9786; | ☺     | ROSTO BRANCO E SORRINDO |
| U+263B | &#9787; | ☻     | ROSTO NEGRO SORRINDO    |

Em 2011, mais emoticons foram introduzidos em Unicode 6.0, codificados no bloco Unicode Smileys de U+1F600 a U+1F64F:
😀😁😂😃😄😅😆😇😈😉😊😋😌😍😎😏😐😑😒😓😔😕😖😗😘😙😚😛😜😝😞😟😠😡😢😣😤😥😦😧😨😩😪😫😬😭😮😯😰😱😲😳😴😵😶😷😸😹😺😻😼😽😾😿🙀🙁🙂🙃🙄🙅🙆🙇🙈🙉🙊🙋🙌🙍🙎🙏.
Mais smileys estão incluídos nos símbolos pictográficos diversos, símbolos pictográficos adicionais e símbolos pictográficos, blocos Extended-A Unicode:
👿🤐🤑🤒🤓🤔🤕🤗🤠🤢🤣🤤🤥🤧🤨🤩🤪🤫🤬🤭🤮🤯🥰🥱🥲 🥳🥴🥵🥶🥸 🥹 🥺🧐🫠 🫡 🫢 🫣 🫤 🫥.

### Digite
Nos sistemas Microsoft Windows, os smileys podem ser inseridos, entre outras coisas, pressionando e segurando a tecla ALT e inserindo o código decimal correspondente através do bloco numérico (também teclado numérico) (exemplo: pressionada a tecla ALT + 9786 resultados ☺) ou com a combinação de teclas Windows + : (tecla de ponto/dois pontos).